# Zoran Đinđić
Zoran Đinđić (serbisk kyrilliskaː Зоран Ђинђић; ofta transkriberat Zoran Djindjic), född 1 augusti 1952 i Šamac, dåvarande SFR Jugoslavien, död 12 mars 2003 i Belgrad, dåvarande Serbien och Montenegro (mördad), var en serbisk filosof (fil. dr), politiker och landets premiärminister från 2001 till 2003.

## Biografi
Đinđić föddes i norra Bosnien som son till en officer i jugoslaviska folkarmén. Han bedrev studier vid Belgrads universitet och var politisk fånge på 1970-talet. År 1979 erhöll han doktorsgrad i filosofi vid Konstanz universitet i Tyskland. Han återvände till Jugoslavien 1989 och bildade Demokratiska Partiet. Han invaldes i Serbiens parlament 1990 och blev borgmästare i Belgrad 1996. Efter underrättelse om dödshot från Slobodan Milošević, levde han i exil i Montenegro under NATO:s flygbombningar av Jugoslavien 1999. Han blev premiärminister i Serbien den 25 januari 2001.
Trots att Đinđić själv ansåg sig vara reformistisk socialist, hade han goda kontakter med västvärlden och bedömdes av många vara liberal. Han upprättade förbindelser dels med socialdemokratiska ledare som Gerhard Schröder och Tony Blair, dels med Bill Gates, Bill Clinton och George Bush. 
Đinđić vann mångas anseende när han sände Milošević till Internationella brottmålsdomstolen i Haag, men kritiserade rättegången som enligt honom styrdes i alltför hög grad av Milošević.

## Mordet på Đinđić
Den 12 mars 2003 klockan 12.23 sköts Đinđić på trappan till Serbiens regeringshus i huvudstaden Belgrad. Han avled av sina skador senare samma dag. Gärningsmannen Zvezdan Jovanović (född 1965) var polisman från Kosovo, tidigare medlem av Röda baskrarna, men mordet antogs vara beställt av den serbiska maffian. Två timmar efter mordet på Đinđić skulle ett sammanträde ha skett mellan honom och Sveriges utrikesminister Anna Lindh, som befann sig i närheten av mordplatsen. Även Anna Lindh själv blev mördad på NK i Stockholm ett halvår senare.
Vladimir Milisavljevic, har pekats ut som en av de inblandade i mordet på Đinđić. Fredagen den 10 februari 2012 greps han på en restaurang i Valencia, Spanien. Han blev dömd i sin frånvaro 2007 för delaktighet i mordet. De huvudansvariga - Milorad Ulemek, som planerade mordet, och Zvezdan Jovanovic, dömdes vardera till 40 års fängelse. Đinđić efterträddes av Zoran Živković. Den dåvarande presidenten Nataša Mićić förklarade området som krisdrabbat omedelbart efter dådet.